# Ōtawara
Ōtawara (大田原市, Ōtawara-shi), també romanitzat com a Ohtawara, és una ciutat i municipi de la prefectura de Tochigi, a la regió de Kanto, Japó. Ôtawara és un centre industrial a la prefectura, especialment enfocat a la producció farmacèutica amb factories de Canon-Toshiba o Nikon, així com nombroses atraccions culturals com castells, temples i santuaris. És a destacar el santuari de Kasaishi, on es troben un de les manifestacions més antigues de l'escriptura en idioma japonès, de la dècada del 690.

## Geografia
El municipi d'Ôtawara es troba localitzat al nord-est de la prefectura de Tochigi, al començament de la muntanyosa regió de Nasu. Vora el 50% del terme està ocupat per camps d'arròs, mentres que el 12% és muntanya i bosc. La mitjana del nivell sobre la mar és de 217,76 metres. Ôtawara es troba aproximadament a 40 quilòmetres al nord d'Utsunomiya, la capital prefectural i a vora 50 quilòmetres a l'est de la ciutat monumental de Nikko. El terme municipal té una forma allargada d'oest a est, limitant en aquesta direcció amb les prefectures d'Ibaraki i Fukushima. La serra de Yamizo s'estén al llarg de l'est, a la frontera prefectural. Diversos rius flueixen pel municipi, entre els quals trobem el riu Naka, el qual passa de nord a sud a la part oriental de la ciutat. El terme municipal d'Ôtawara limita amb els de Nasu i Nasushiobara al nord; amb Nakagawa i Sakura al sud; amb Yaita a l'oest i amb Daigo (Ibaraki) i Tanagura (Fukushima) a l'est.

### Clima
Ôtawara té un clima continental humid, caracteritzat per uns estius càlids i uns hiverns freds i amb fortes nevades. La temperatura mitjana anual és de 12,6 graus. La mitjana anual de precipitacions és de 1.399 mil·límetres, sent la temporada més humida la compresa entre els mesos de juny a setembre. Les temperatures mitjanes més altes es troben a l'agost, amb una temperatura mitjana de 24,9 grus i la més baixa al gener, amb uns 1,2 graus de mitjana.

## Història

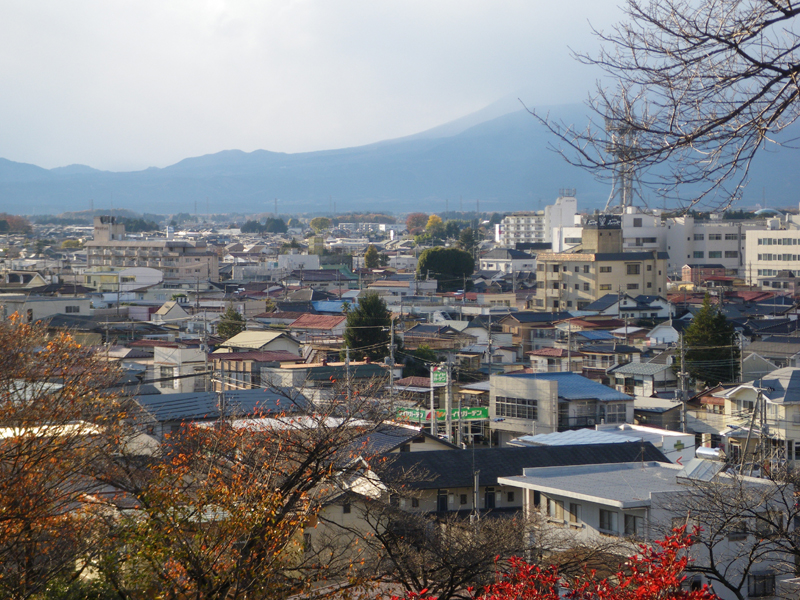
Vista d'Ôtawara des de les runes del castell

Durant el període Sengoku la zona va estar controlada pel clan Ōtawara, el qual construí el castell d'Ōtawara el 1545. La població que en aquella època envoltava el castell era una parada del Ōshū Kaidō o camí al nord del Japó. Durant el període Tokugawa, el feu d'Ōtawara va existir sota el bakufu Tokugawa per 250 anys fins l'era Meiji. El feu de Kurobane fou un altre estat feudal que existí prop dels límits d'Ōtawara durant la mateixa època. Durant la guerra Boshin, Ōtawara va romandre al costat de la causa imperial, fet que li valgué la seua pràctica destrucció per part del feu d'Aizu. Amb la creació del nou sistema de municipis l'1 d'abril de 1889 s'establí la nova vila d'Ōtawara. L'1 de desembre de 1954 es van fusionar Ōtawara amb els pobles de Chikasono i Kaneda per a formar la ciutat d'Ōtawara. La nova ciutat va absorbir una part de la vila de Nozaki el 31 de desembre del mateix any, seguit per una part de Nishinasuno l'1 d'abril de 1955 i la vila de Sakuyama el 5 de novembre d'aquell any. L'1 d'octubre de 2005, la vila de Kurobane i el poble Yuzukami, ambdós municipis pertanyents al districte de Nasu, van passar a formar part d'Ōtawara.

## Política i govern

### Alcaldes
En aquesta taula només es reflecteixen els alcaldes democràtics, és a dir, des de l'any 1947. En el cas concret d'Ôtawara, la llista comença el 1954, quan es fundà la ciutat.
| Alcalde            | Inici del mandat | Fi del mandat | Partit | Partit |
| Mankichi Masuko    | 1955             | 1959          |        | Ind    |
| Kunie Suzuki       | 1959             | 1971          |        | Ind    |
| Mitsuo Mimori      | 1971             | 1979          |        | Ind    |
| Masayoshi Watanabe | 1979             | 1990          |        | Ind    |
| Kazuo Senbo        | 1990             | 2010          |        | Ind    |
| Tomio Tsukui       | 2010             | -             |        | PLD    |

## Demografia
| 1920   | 1930   | 1940   | 1950   | 1960   | 1970   | 1980   |
| ------ | ------ | ------ | ------ | ------ | ------ | ------ |
| 20.064 | 22.216 | 23.069 | 77.363 | 71.806 | 65.232 | 71.276 |
| 1990   | 2000   | 2010   | 2020   | 2030   | 2040   | 2050   |
| 76.406 | 78.993 | 77.707 | 73.239 | -      | -      | -      |

## Transport

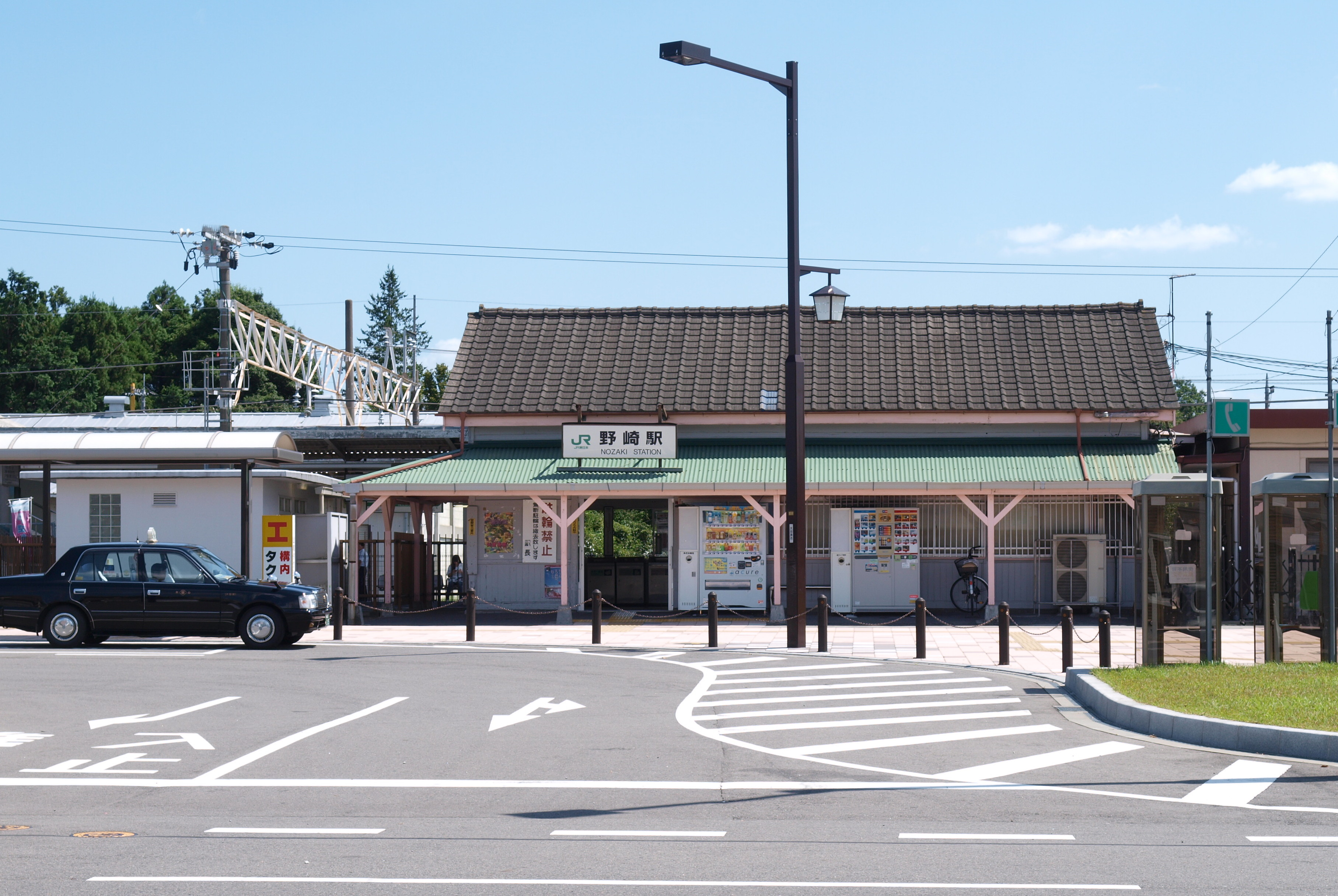
Estació de Nozaki

### Ferrocarril
Ôtawara només disposa d'una única estació de ferrocarril que es troba a l'oest del terme municipal de la ciutat.
- Companyia de Ferrocarrils del Japó Oriental (JR East)
  - Nozaki

### Carretera
- Autopista de Tōhoku
- Nacional 294 - Nacional 400 - Nacional 461

## Agermanaments
- Ibara, prefectura d'Okayama, Japó.
- West Covina, Califòrnia, EUA.[5]
- Saint Andrews, Escòcia, RU.[6]
- Kōtō, Tòquio, Japó.